# Subasta inglesa

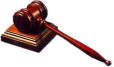
En la subasta tienes que tener un buen aporte sobre el producto que deseas comprar, ya que si no los demás compradores están dispuestos a dar mas

Una subasta de inglesa es un tipo de subasta, cuya forma más común es la subasta de viva voz. El subastador abre la subasta con el anuncio de precio de apertura sugerido, un precio de salida o de reserva para el artículo en venta y luego acepta las ofertas cada vez más altas de los compradores con un posible interés en el tema. 
A diferencia de las subastas de ofertas selladas, las subastas de viva voz están abiertas es decir son totalmente transparentes ya que la identidad de los licitadores se da a conocer durante la subasta. El mejor postor en un momento dado se considera que tiene la oferta permanente, que sólo puede ser desplazado por un comprador con una oferta más alta. Si ningún postor desafía la oferta mayor dentro de un plazo determinado, el comprador que haya ofrecido la cantidad mayor se convierte en el ganador, y el artículo se le da al mejor postor a un precio igual a su oferta. Más en general un mecanismo de subasta es inglesa si se trata de un proceso de ajuste de los precios en una dirección que no es favorable a los licitantes (aumento en el precio si el artículo se vende a los compradores que compiten o que disminuya su precio en una subasta inversa iterativo con los vendedores de la competencia). En contraste, una subasta holandesa se ajustaría el precio en una dirección que favoreció a los oferentes (bajar el precio si el artículo se vende a los compradores en competencia, cada vez mayor, si se trata de una subasta inversa). Cuando la subasta implica un solo artículo para la venta y cada participante tiene como un valor privado independiente para el artículo subastado, el pago esperado y los ingresos esperados de una subasta de Inglés es teóricamente equivalente a la de la subasta Vickrey , y ambos mecanismos tienen estrategias débilmente dominante. Tanto la subasta Vickrey y el Inglés, aunque muy diferente procesalmente, premio el artículo a la puja con el valor más alto a un precio igual al valor de la segunda oferta más alta.

## Variaciones
Hay muchas variaciones sobre este sistema de subasta. A veces, el precio de reserva no se revela. Además, las ofertas se pueden hacer con las señales en lugar de ser llamado a cabo. Estas señales pueden incluir tirando una oreja o elevar una paleta de licitación. Otra variación en la subasta inglesa es la subasta abierta y salida, donde los oferentes deben anunciar que están cayendo fuera de la licitación y que no pueden volver a entrar. En Francia, cuando la última oferta ha sido hecha en una subasta de un objeto de arte, miembro del Estado puede decir prevención de l'état (La apropiación del Estado) y comprar el objeto de la oferta más alta. Algunas cooperativas de vivienda de manera similar permiten a los miembros de la cooperativa de adelantarse a cualquier comprador de una casa construida por la cooperativa. Las subastas inglesas pueden terminar a una hora determinada o cuando no se reciben ofertas después de un período de tiempo.

### Subasta Vela
Una subasta de vela, o de la subasta por la vela, es una variación de la subasta inglesa típica que se hizo popular en los siglos XVII y XVIII. En la subasta de vela, el final de la subasta se señaliza por el vencimiento de una vela de llama, que tenía por objeto garantizar que nadie podía saber exactamente cuando acabaría la subasta y hacer un último segundo intento. A veces, otros procesos impredecibles, tales como una carrera pedestre, se utilizaron en lugar de la expiración de una vela.